# 杭州棋院
中国棋院杭州分院，加挂杭州棋院、杭州市智力运动管理中心，是中共杭州市委宣传部直属副局正处级事业单位，位于杭州市江干区钱潮路2-6号34层的天元大厦内。由杭州围棋学校、杭州围棋国际交流中心、中国围棋图书馆、杭州棋类运动管理中心、杭州围棋队和棋友之家组成。成立于1986年，院长董银奎。